# Шадрінське сільське поселення
Ша́дрінське сільське поселення — муніципальне утворення в складі Сарапульського району Удмуртії, Росія. Адміністративний центр — присілок Шадріно.
Населення становить 870 осіб (2019, 957 у 2010, 953 у 2002).

## Склад
До складу поселення входять такі населені пункти:
| Населений пункт                 | Населення, осіб (2002) | Населення, осіб (2010) |
| ------------------------------- | ---------------------- | ---------------------- |
| Кордон Керкмаський, без статусу | 4                      | 6                      |
| Нові Макшаки, присілок          | 31                     | 8                      |
| Пентегі, присілок               | 259                    | 269                    |
| Чекалка, село                   | 8                      | 1                      |
| Шадріно, присілок               | 651                    | 673                    |

В поселенні діють 2 школи, 2 садочки (Пентеги, Шадрино), 2 бібліотеки, 2 клуби (Пентеги, Шадрино) та 2 фельдшерсько-акушерських пункти.